# Pyramica lujae
Pyramica lujae är en myrart som beskrevs av Auguste-Henri Forel 1902. Pyramica lujae ingår i släktet Pyramica och familjen myror. Inga underarter finns listade i Catalogue of Life.

## Bildgalleri